# Acampe hulae
Acampe hulae är en orkidéart som beskrevs av Martha Telepova-Texier.
Acampe hulae ingår i släktet Acampe och familjen orkidéer. Inga underarter finns listade i Catalogue of Life.